# Écozone néotropicale : plantes à graines par nom scientifique (C)
à compléter par ordre alphabétique

## Ca

### Cae
- Caesalpinia pulcherrima - Petit flambloyant ou orgueil de Chine
- Caesalpinia paraguariensis - Guayacan

### Cal
- Calceolaria - fam. Scrophulariacées
  - Calceolaria crenatiflora - Calcéolaire
  - Calceolaria herbeohybrida - Calcéolaire d'appartement ou Pantoufle
  - Calceolaria integrifolia - Calcéolaire
  - Calceolaria rugosa - Calcéolaire ligneuse

- Calymmanthium - fam. Cactacées (Cactus)
  - Calymmanthium substerile

### Car
- Carica - fam. Carécacées (arbre fruitier)
  - Carica papaya - Papayer

- Carludovica
  - Carludovica druidae

- Carnegiea - fam. Cactacées (Cactus)
  - Carnegiea gigantea

## Ce

### Cep
- Cephalocereus - fam. Cactacées (Cactus)
  - Cephalocereus apicicephalium
  - Cephalocereus columna-trajani
  - Cephalocereus hoppenstedtii
  - Cephalocereus senilis

### Cer
- Cereus - fam. Cactacées (Cactus)
  - Cereus adelmarii
  - Cereus aethiops
  - Cereus albicaulis
  - Cereus amazonicus
  - Cereus dayami
  - Cereus diffusus
  - Cereus euchlorus
  - Cereus fernambucensis
  - Cereus haageanus
  - Cereus hankeanus
  - Cereus hexagonus
  - Cereus hildemannianus ou Cereus peruvianusou ou Cereus monstruosus - Cactus rocher ou « Cierge tourmenté »
  - Cereus horrispinus
  - Cereus insularis
  - Cereus jamacaru
  - Cereus lamprospermus
  - Cereus mirabella
  - Cereus mortensenii
  - Cereus monstruosus ou Cereus peruvianusou ou Cereus hildmannianus ou  - Cactus rocher ou « Cierge tourmenté »
  - Cereus peruvianusou ou Cereus hildmannianus ou Cereus monstruosus - Cactus rocher ou « Cierge tourmenté »
  - Cereus phatnospermus
  - Cereus repandus
  - Cereus russelianus
  - Cereus saddianus
  - Cereus smithianus
  - Cereus spegazzinii
  - Cereus validus

### Cec
- -     - Cecropia - fam. Cecropiaceaes

  - Cecropia peltata
  - Cecropia obtusifolia
  - Cecropia insignis
  - Cecropia polyphlebia

## Ci

### Cip
- Cipocereus - fam. Cactacées (Cactus)
  - Cipocereus bradei
  - Cipocereus crassisepalus
  - Cipocereus minensis
  - Cipocereus pusilliflorus

### Cis
- Cissampelos
  - Cissampelos pareira
    - Cissampelos pareira linnaeus

## Cl

### Cle
- Cleistocactus - fam. Cactacées (Cactus)
  - Cleistocactus acanthurus
  - Cleistocactus angosturensis
  - Cleistocactus baumannii
  - Cleistocactus brookeae
  - Cleistocactus buchtienii
  - Cleistocactus candelilla
  - Cleistocactus chotaensis
  - Cleistocactus dependens
  - Cleistocactus fieldianus
  - Cleistocactus hildegardiae
  - Cleistocactus hyalacanthus
  - Cleistocactus icosagonus
  - Cleistocactus jujuyensis
  - Cleistocactus laniceps
  - Cleistocactus leonensis
  - Cleistocactus luribayensis
  - Cleistocactus micropetalus
  - Cleistocactus morawetzianus
  - Cleistocactus palhuayensis
  - Cleistocactus parviflorus
  - Cleistocactus reae
  - Cleistocactus ritteri
  - Cleistocactus samaipatanus
  - Cleistocactus samaipatanus
  - Cleistocactus sepium
  - Cleistocactus serpens
  - Cleistocactus sextonianus
  - Cleistocactus smaragdiflorus
  - Cleistocactus strausii
  - Cleistocactus tenuiserpens
  - Cleistocactus tominensis
  - Cleistocactus varispinus
  - Cleistocactus winteri

## Co

### Col
- Coleocephalocereus - fam. Cactacées (Cactus)
  - Coleocephalocereus aureus
  - Coleocephalocereus buxbaumianus
  - Coleocephalocereus fluminensis
  - Coleocephalocereus goebelianus
  - Coleocephalocereus pluricostatus
  - Coleocephalocereus purpureus

### Con
- Consolea - fam. Cactacées (Cactus)

### Cop
- Copiapoa - fam. Cactacées (Cactus)
  - Copiapoa calderana
  - Copiapoa lembckei
  - Copiapoa cinerascens
  - Copiapoa cinerea
  - Copiapoa echinoides
  - Copiapoa fiedleriana
  - Copiapoa humilis
  - Copiapoa hypogaea
  - Copiapoa krainziana
  - Copiapoa laui
  - Copiapoa marginata
  - Copiapoa megarhiza
  - Copiapoa montana
  - Copiapoa rupestris
  - Copiapoa serpentisulcata
  - Copiapoa solaris
  - Copiapoa tocopillana
  - Copiapoa varispinata

### Cor
- Corryocactus - fam. Cactacées (Cactus)
  - Corryocactus brachypetalus
  - Corryocactus brevistylus
  - Corryocactus erectus
  - Corryocactus melanotrichus
  - Corryocactus squarrosus

- Coryphantha - fam. Cactacées (Cactus)
  - Coryphantha bergeriana
  - Coryphantha clavata
  - Coryphantha compacta
  - Coryphantha cornifera
  - Coryphantha delaetiana
  - Coryphantha difficilis
  - Coryphantha durangensis
  - Coryphantha echinus
  - Coryphantha elephantidens
  - Coryphantha elephantidens
  - Coryphantha erecta
  - Coryphantha garessii
  - Coryphantha glanduligera
  - Coryphantha guerkeana
  - Coryphantha longicormis
  - Coryphantha macromeris
  - Coryphantha maiz-tablasensis
  - Coryphantha melleospina
  - Coryphantha nickelsae
  - Coryphantha octacantha
  - Coryphantha ottonis
  - Coryphantha pallida
  - Coryphantha poselgeriana
  - Coryphantha pseudoechinus
  - Coryphantha pseudoradians
  - Coryphantha pycnacantha
  - Coryphantha radians
  - Coryphantha ramillosa
  - Coryphantha recurvata
  - Coryphantha reduncispina
  - Coryphantha retusa
  - Coryphantha scheeri
  - Coryphantha scolymoides
  - Coryphantha sulcata
  - Coryphantha sulcolanata
  - Coryphantha unicornis
  - Coryphantha vaupeliana
  - Coryphantha villarensis
  - Coryphantha vogtherriana
  - Coryphantha werdermannii

## Cy

### Cyl
- Cylindropuntia  - fam. Cactacées (Cactus)